# Mikołaj (hrabia Holsztynu)

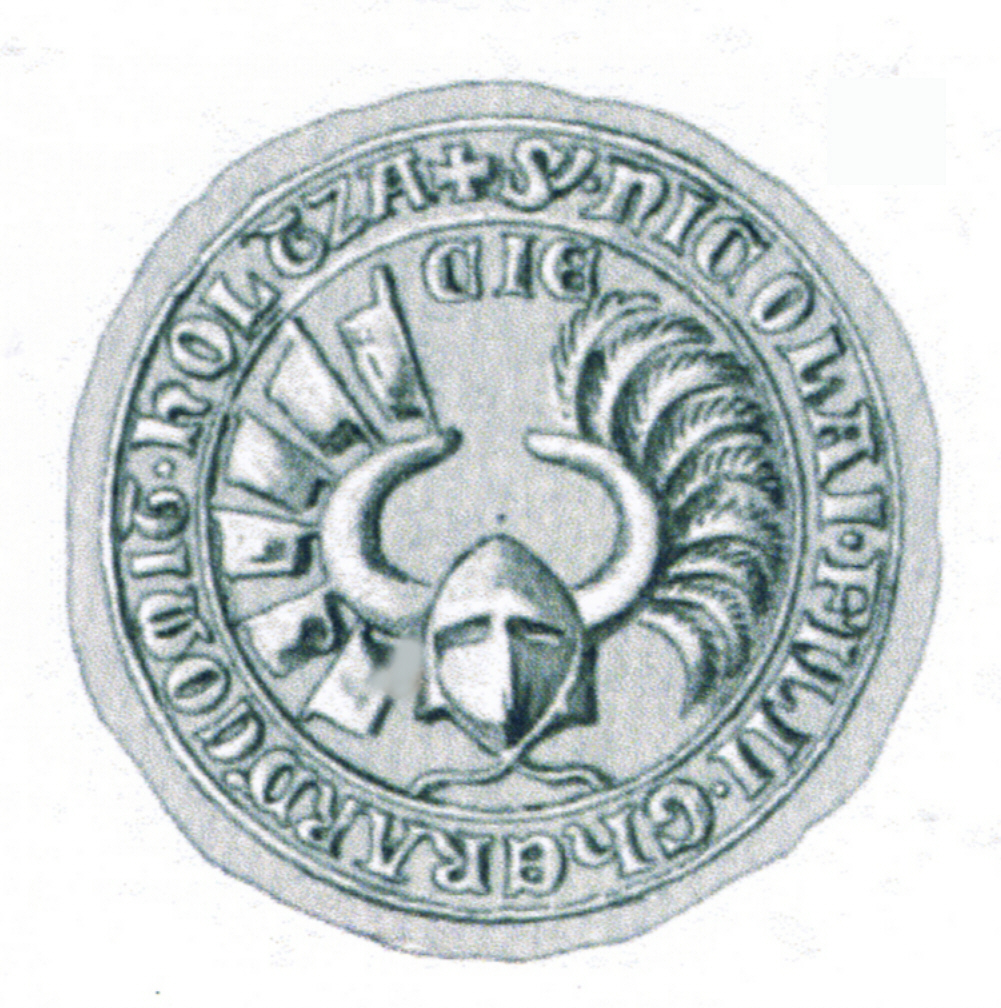
Pieczęć Mikołaja

Mikołaj (ur. po 1320 r., zm. 8 maja 1397) – hrabia Holsztynu-Rendsburg od 1340 r. wraz ze starszym bratem Henrykiem II Żelaznym.

## Życiorys
Mikołaj był młodszym synem hrabiego Holsztynu-Rendsburg Gerarda III Wielkiego i Zofii, córki Mikołaja II z Werle i królewny duńskiej Rychezy. Po śmierci ojca objął rządy w hrabstwie wraz ze swoim starszym bratem Henrykiem II Żelaznym. Bracia nie podzielili hrabstwa i rządzili nim w bliskim porozumieniu.
Żoną Mikołaja była Elżbieta, córka księcia Lüneburga Wilhelma, i zarazem wdowa po następcy tronu Saksonii-Wittenbergi Ottonie. Mieli córkę, także Elżbietę, która była żoną księcia Meklemburgii-Schwerin Albrechta IV, a następnie księcia Saksonii-Lauenburga-Ratzeburga Eryka V.